# CGU (Versicherung)
Die CGU plc war ein rund um die Jahrtausendwende kurzzeitig existierendes britisches Versicherungsunternehmen, das zwischen Entstehung 1998 und der zwei Jahre später erfolgten Fusion mit der Norwich Union zu Aviva an der London Stock Exchange gelistet war.

## Geschichte und Hintergrund
Mitte der 1990er Jahre entstand auf dem britischen Versicherungsmarkt eine Konsolidierungswelle. Nachdem sich Royal Insurance und Sun Alliance 1996 zur Royal & Sun Alliance zusammengeschlossen hatten, standen andere große Versicherungsunternehmen wie Commercial Union, General Accident und Guardian Royal Exchange im Mittelpunkt von Spekulationen. Zunächst expandierte Commercial Union jedoch im europäischen Ausland, etwa durch den Erwerb der Mehrheit am französischen Unternehmen Union Financière de France im Sommer 1997. Kurze Zeit später wurde der britische Versicherer als Weißer Ritter   für die Assurances générales de France nach einem Übernahmeangebot der Assicurazioni Generali genannt – letztlich trat die Allianz in dieser Rolle in Erscheinung und übernahm das französische Unternehmen. Anfang 1998 übernahm er die Berlinischen Leben von der Münchener Rück und der Allianz. Parallel expandierte General Accident im nordamerikanischen Raum durch die Übernahme des kanadischen Versicherers Canadian General im Herbst 1997.
Ende Februar 1998 verkündeten Commercial Union und General Accident ihren Zusammenschluss unter dem Namen CGU zur größten britischen Versicherungsgruppe, der Marktwert der beiden Unternehmen addierte sich auf zirka 15 Mrd. Pfund. Dabei wurde insbesondere die höhere Wettbewerbsfähigkeit durch Kosteneinsparungen und eine stärkere Position in den internationalen Märkten als Ziel des Zusammenschlusses genannt. Hierzu wurde im Herbst 1998 mit dem britischen Bankhaus Standard Chartered ein Kooperationsabkommen abgeschlossen, um über die Bank Versicherungsprodukte im asiatischen Markt zu vertreiben. Während in der Folge sich die Integration der beiden Unternehmen erfolgreich gestaltete und das Lebensversicherungsgeschäft wuchs, stand das Sachversicherungsgeschäft als Kerngeschäft der Vorgänger sowie des fusionierten Unternehmens aufgrund der starken Konkurrenzsituation unter Druck. Gleichzeitig war der britische Versicherer in einen Übernahmekampf im französischen Bankmarkt involviert, als einerseits die Banque Nationale de Paris ihre Konkurrenten Paribas und Société Générale, an der CGU bereits mit 3,1 % beteiligt war, übernehmen wollte und andererseits sich die Société Générale hiervor durch die eigene Übernahme der Paribas unter Unterstützung von CGU, die hierzu den SocGen-Anteil auf zehn Prozent erhöhen wollte, wehren wollte.
Bereits Anfang 1998 war das Deutschlandgeschäft unter einer eigens hierfür gegründeten Deutschlandtochter der CGU-Tochter Delta Lloyd zusammengelegt worden.
Im Februar 2000 verkündeten CGU und Norwich Union den Zusammenschluss der beiden Unternehmen unter dem Namen CGNU, hinter Axa, Allianz, Generali und der Zurich Insurance Group entstand bei einem Prämienvolumen von über 26 Mrd. Pfund der fünftgrößte Versicherer Europas. Im Juli 2002 wurde der Name CGNU in Aviva umgewandelt. Das vormals zugehörige Australiengeschäft wird weiterhin unter dem Namen CGU Insurance betrieben, gehört aber mittlerweile als Tochterunternehmen zur australischen Unternehmensgruppe Insurance Australia Group.